# La Venexiana (ensemble)
La Venexiana è un ensemble vocale italiano specializzato nell'esecuzione di madrigali. Il nome si ispira al titolo de La Venexiana, commedia di un autore anonimo del Cinquecento.

## Storia
L'ensemble è stato fondato da Claudio Cavina e Rossana Bertini nel 1995. Gli altri componenti sono Valentina Coladonato, Nadia Ragni, Giuseppe Maletto, Sandro Naglia e Daniele Carnovich. Sin dalla nascita l'ensemble si specializzò nell'esecuzione di madrigali andando a riscoprire un repertorio poco esplorato.
L'ensemble si è rapidamente affermato nell'esecuzione di musica del Cinquecento e Seicento, unendo una grande teatralità ad una notevole attenzione per le sottigliezze linguistiche e il bilanciamento sonoro, e nel corso degli anni le loro interpretazioni sono divenute il termine di paragone nel settore della musica madrigalistica.
Il suo repertorio spazia da Sigismondo d'India a Luzzasco Luzzaschi, da Luca Marenzio a Gesualdo da Venosa fino a Claudio Monteverdi. I loro dischi, pubblicati inizialmente dalla casa discografica Opus 111 e successivamente da Glossa hanno vinto numerosi premi internazionali.

## Discografia
- Francesco Gasparini, Amori e ombre, con Rossana Bertini e Claudio Cavina (Opus 111, OPS 30-182)
- Benedetto Marcello, La Stravaganza. Duetti & cantate, con Rossana Bertini e Claudio Cavina (Opus 111, OPS 30-149)
- Sigismondo d'India, Libro primo dei madrigali (Glossa[5],  GCD C80908)
- Sigismondo d'India, Terzo libro di madrigali (Glossa, GCD 920908)
- Giaches de Wert, La Gerusalemme Liberata (Glossa, GCD 920911)
- Luzzasco Luzzaschi, Quinto libro di madrigali (Glossa, GCD 920905)
- Luzzasco Luzzaschi, Concerto delle Dame. Madrigali per cantare et sonare a 1, 2, 3 soprani (Glossa, GCD 920919)
- Luca Marenzio, Sesto libro dei madrigali (Glossa, GCD C80909)
- Luca Marenzio, Nono libro di madrigali (Glossa, GCD C80906)
- Agostino Steffani, Duetti da camera (Glossa, GCD C80902)
- Gesualdo da Venosa, Quarto libro dei madrigali (Glossa, GCD 920934)
- Gesualdo da Venosa, Quinto libro dei madrigali (Glossa, GCD 920935)
- Claudio Monteverdi, Secondo libro dei madrigali (Glossa, GCD 920922)
- Claudio Monteverdi, Terzo libro dei madrigali (Glossa, GCD 920923)
- Claudio Monteverdi, Quarto libro dei madrigali (Glossa, GCD 920924)
- Claudio Monteverdi, Sesto libro dei madrigali (Glossa, GCD920926)
- Claudio Monteverdi, Settimo libro dei madrigali (Glossa, GCD 920927, 2CD)
- Claudio Monteverdi, Ottavo libro dei madrigali (Glossa, GCD 920928, 3CD)
- Claudio Monteverdi, L'Orfeo (Glossa, GCD 920913, 2CD)
- Claudio Monteverdi, Il Ritorno di Ulisse in Patria (Glossa, GCD 92092, 3CD)
- Claudio Monteverdi, L'Incoronazione di Poppea (Glossa, GCD 920916, 3CD)
- Francesco Cavalli, Artemisia[2] (Glossa, GCD 920918, 3CD)
- La Venexiana live Madrigali di Claudio Monteverdi (Glossa)
- Round M. Monteverdi meets jazz, con Roberta Mameli, soprano (Glossa, GCD P30917)